# Same Ol' Situation (S.O.S.)
Same Ol' Situation (S.O.S.) è un singolo della band statunitense Mötley Crüe, quinto ed ultimo estratto del loro quinto album, Dr. Feelgood, del 1989.

## Formazione
- Vince Neil - voce
- Mick Mars - chitarra
- Nikki Sixx - basso
- Tommy Lee - batteria